# Voznice
Voznice település Csehországban, a Příbrami járásban. Voznice Nová Ves pod Pleší, Mokrovraty, Dobříš, Mníšek pod Brdy és Kytín településekkel határos. Lakosainak száma 710 fő (2024. január 1.).

## Népesség
A település lakosságának változását az alábbi diagram mutatja:
| Lakosok száma | 264  | 288  | 247  | 280  | 438  | 456  | 603  | 639  | 695  | 710  |
|               | 1869 | 1890 | 1921 | 1950 | 1980 | 2001 | 2017 | 2019 | 2022 | 2024 |